# Mother Nature Network

Mother Nature Network （mnn.com）是个网站，提供有关可持续性，健康，生活方式，技术，金钱，食品和家庭的新闻和信息。 它由前营销主管Joel Babbit和Rolling Stones键盘手Chuck Leavell于2009年创立，是Narrative Content Group的旗舰，其股权合作伙伴包括CNN和Discovery Inc. 

## 内容
它涵盖了除了传统的绿色问题以外的广泛主题，包括家庭，宠物，旅行，健康，家庭和食物。  

## 董事会
- 大自然网络首席执行官乔尔·巴比特（Joel Babbit）
- Mesa Capital Partners董事长托马斯·贝尔（Thomas Bell Jr）（ Young＆Rubicam的前董事长兼首席执行官， 美国商会主席 ）
- 亚特兰大股票交易所联合创始人兼执行合伙人Gerald Benjamin
- AD“ Pete” Correll ，亚特兰大证券公司联合创始人兼董事长（乔治亚州太平洋公司前董事长兼首席执行官）
- 联合发行公司（United Distributors Inc.）首席执行官兼亚特兰大猎鹰队合伙人道格·赫兹（Doug Hertz）
- Chuck Leavell，滚石乐队键盘手

## 非营利合作伙伴
MNN与广泛的非营利组织合作 ，包括： 
- 美国农田信托
- 星球队长基金会
- 自然保护
- 全国野生动物联合会
- 加州大学洛杉矶分校环境与可持续发展研究所